# /dev/null
في أنظمة يونكس والأنظمة الشبيهة بها يمثل /dev/null "جهاز العدم"، ملف خاص يتجاهل كل المعلومات التي تُكتب إليه (ولكن يعلن أن عملية الكتابة تمت بنجاح)، ولا يعطي أي معلومات لأي برنامج يحاول القراءة منه (يقوم بإرجاع قيمة EOF). من الشائع تسميته بين مبرمجي يونكس بالثقب الأسود.

## وصلات خارجية
يونكس ولينكس